# 日默瓦
日默瓦（德語：Rimowa GmbH，由衍生而來，缩寫為）是一家產品以鋁和聚碳酸酯打造的德國行李箱製造商。

## 簡史

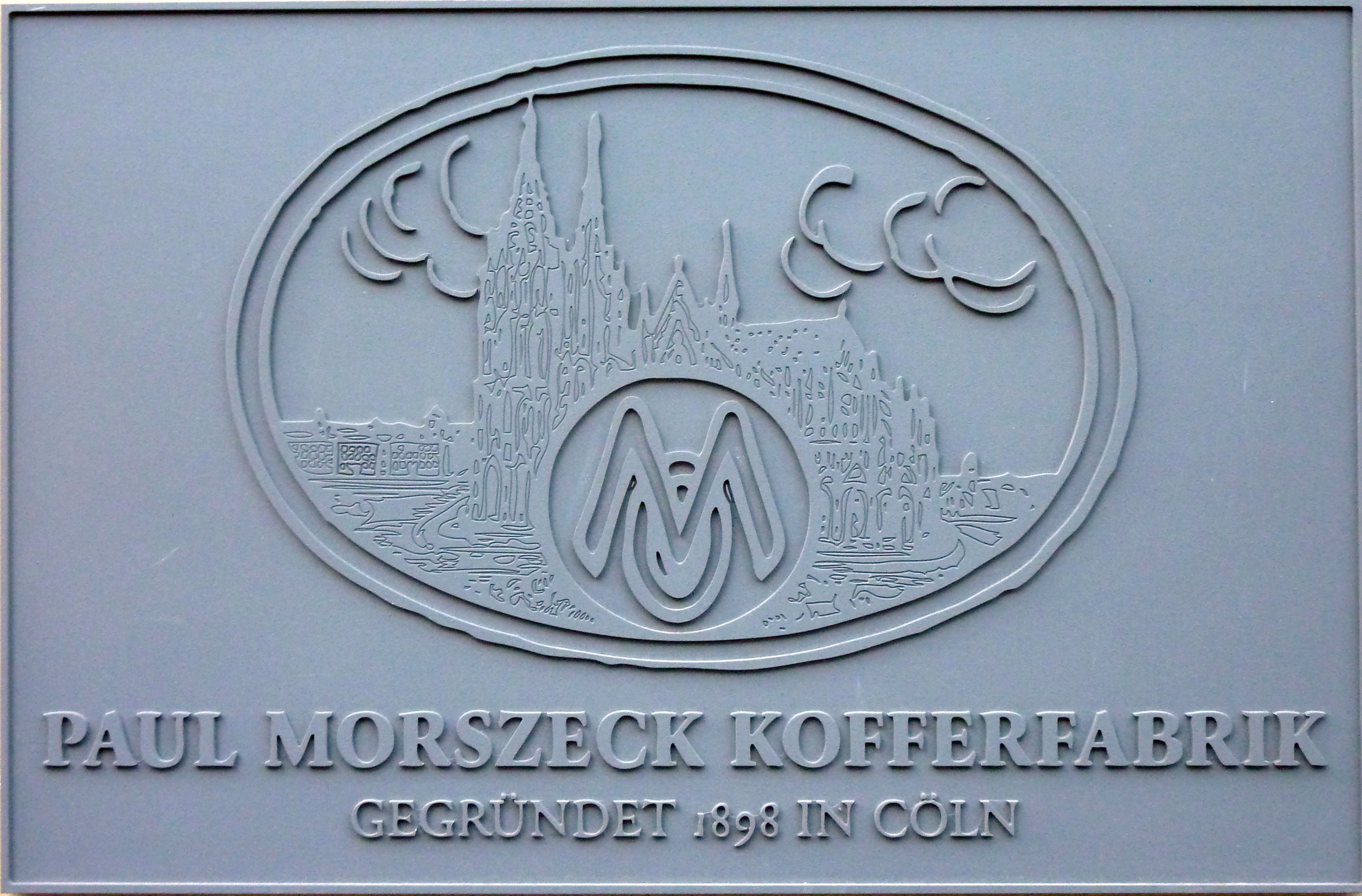

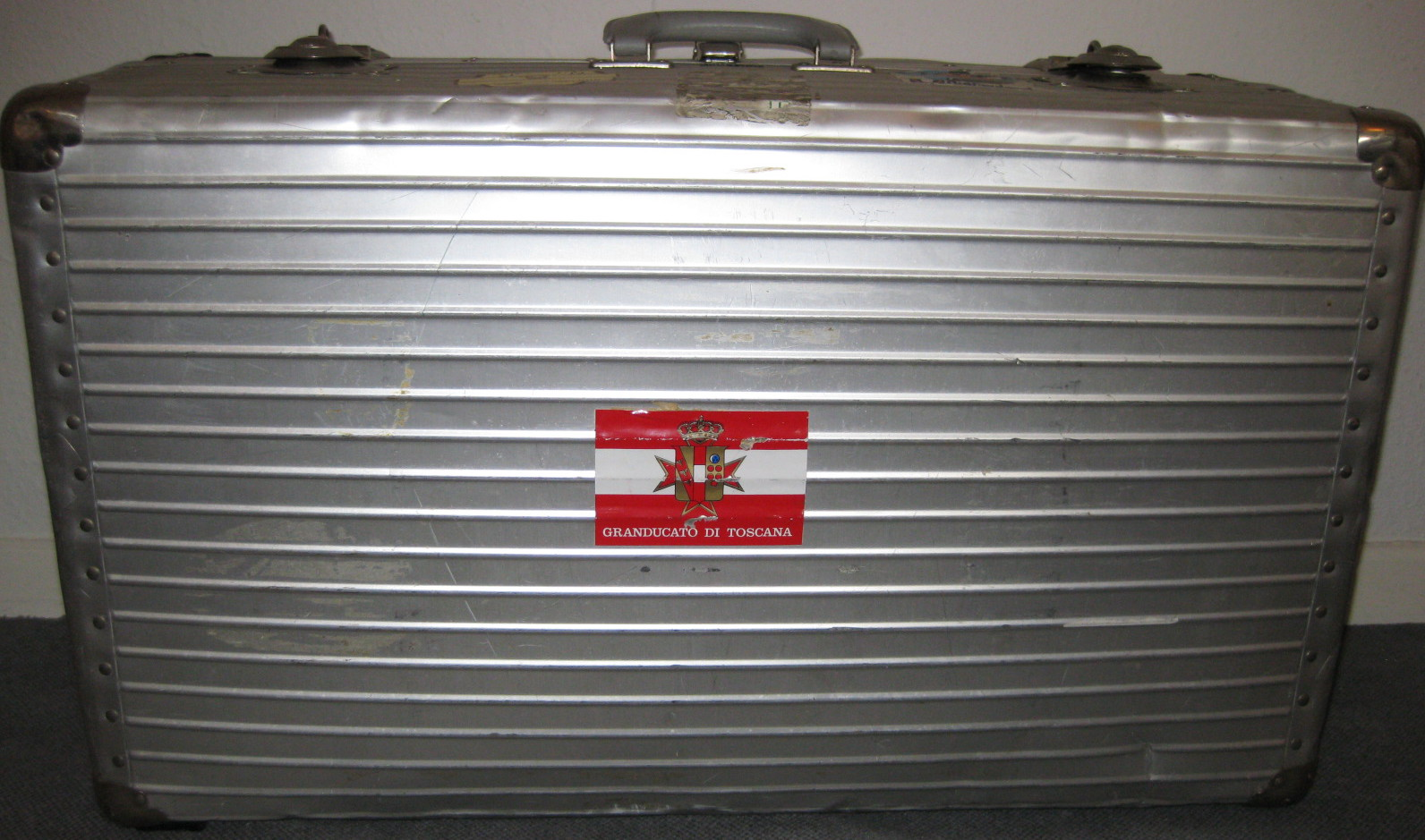
從1980年代初的日默瓦旅行箱

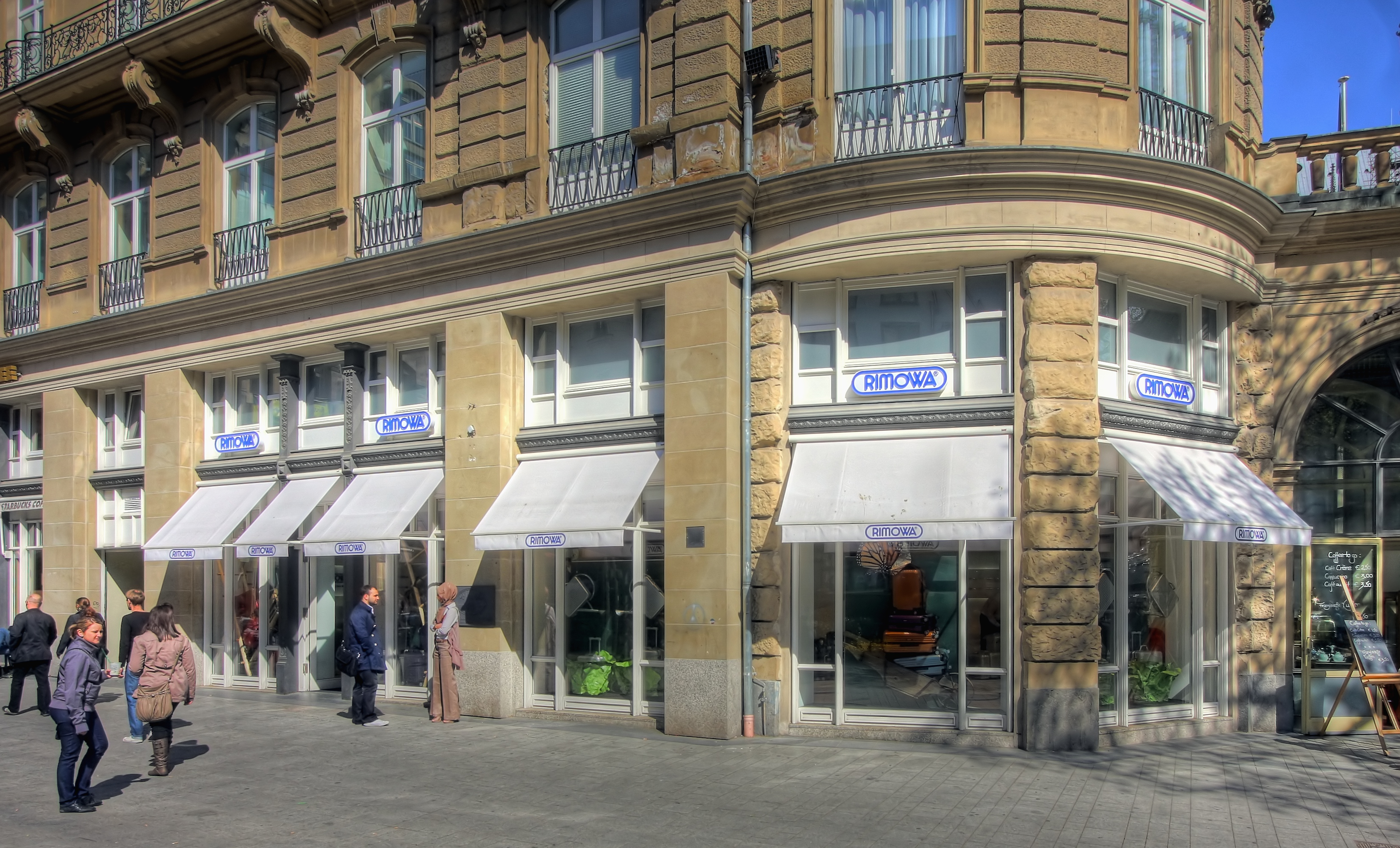
位於德國科隆的旗艦店

理查德·莫爾斯策克從他父親保羅手中接管了日默瓦，並因為工廠火災中僅剩下鋁材，於1937年首度推出铝制的行李箱，品牌亦以理查德全名（Richard Morszeck ）的簡寫，以及商標的德文Warenzeichen命名。行李箱表面的標誌性凹凸坑槽，則是類似Ju 52運輸機的蒙皮，來加強超薄鋁材的性能，要到1950年才首次應用。第三代掌舵人迪特爾·莫爾斯策克於1982年開始掌管公司。
日默瓦是用鋁和100%聚碳酸酯生產行李箱的品牌，使用聚碳酸酯為原料的點子是莫爾斯策克一次參觀一家正承包德國路燈燈蓋改造工程時，發現一種防彈塑膠材料，靈機一觸，運用到行李箱製造上。
2016年10月4日，酩悅·軒尼詩－路易·威登集團斥資6.4億歐元，向日默瓦創辦人的孫子迪特爾·莫爾斯策克收購日默瓦80%的股權。
自從被酩悅·軒尼詩－路易·威登集團收購後，與不少時尚品牌合作，推出聯名產品。自2017年，就與OFF-WHITE、FENDI及Anti Social Social Club等進行聯名，推出特別版的行李箱系列。而2018年與Louis Vuitton聯名後，與Supreme合作推出品牌最經典的紅底白字logo行李箱。
台灣市場歷經LVMH集團與前代理商慶真國際的官司告一段落，終於在2020年7月在台北市內湖區洲子街105號1樓開出維修中心，讓RIMOWA行李箱在台灣不再成為維修孤兒。

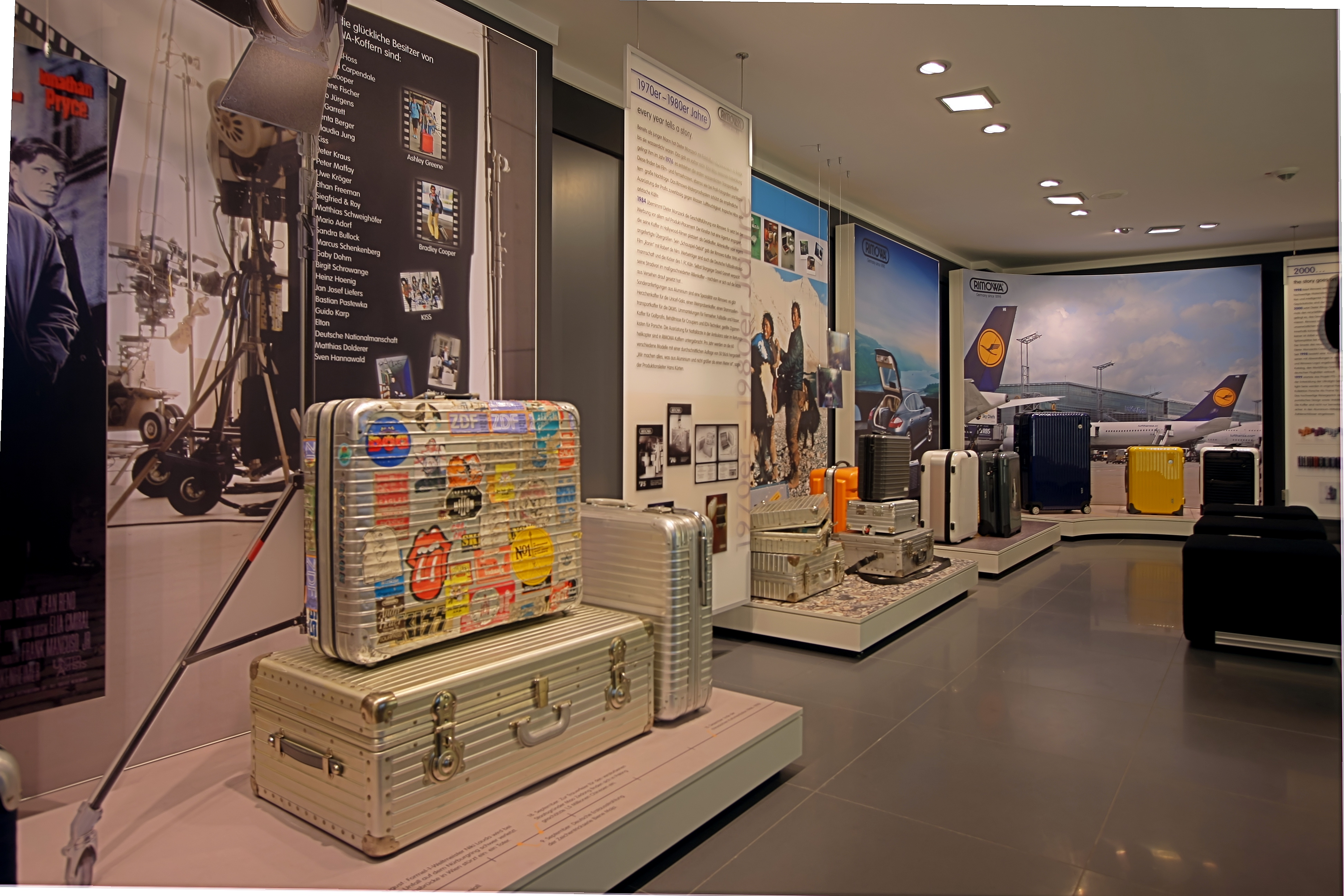
科隆旗艦店一樓的博物館
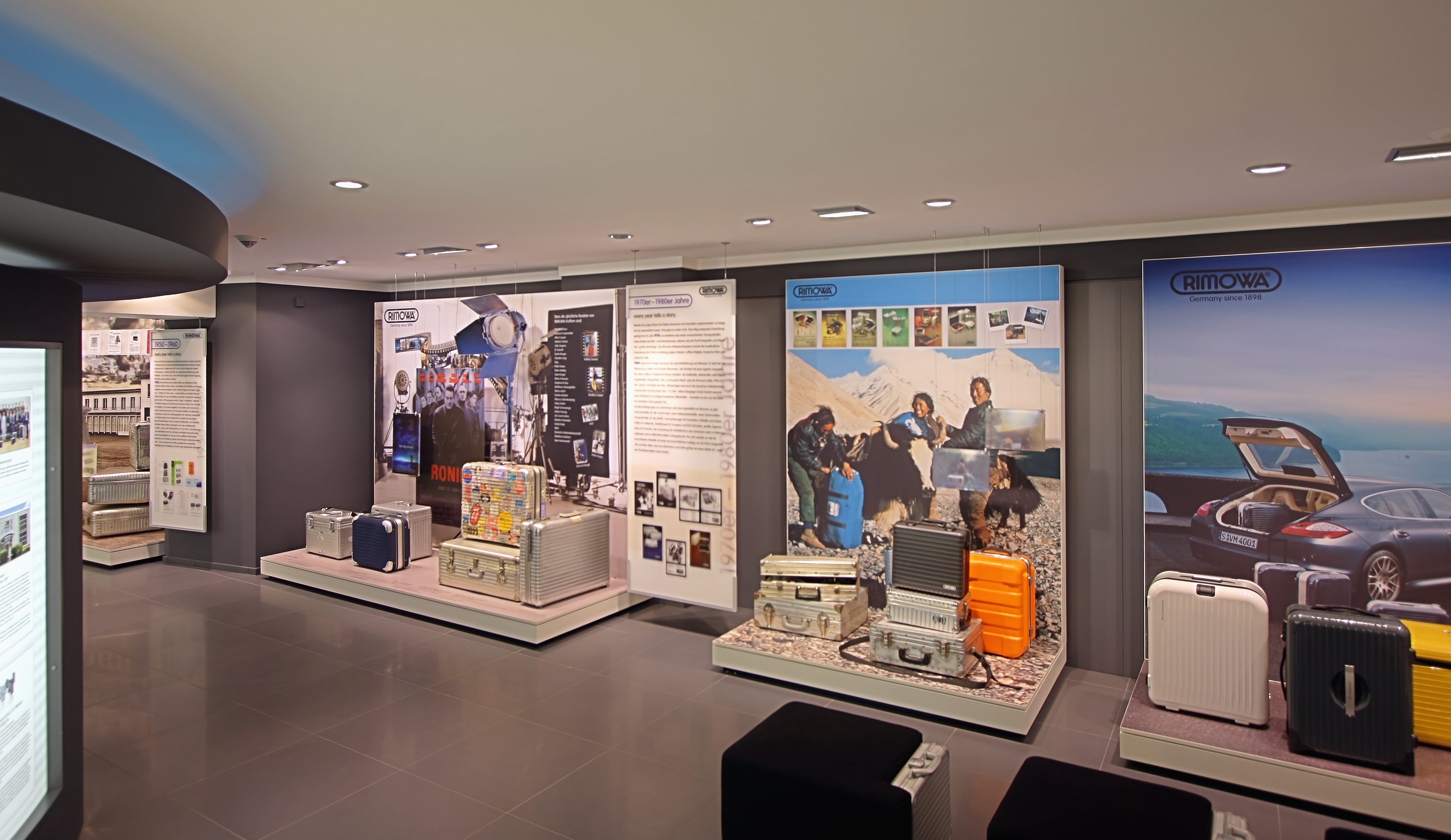
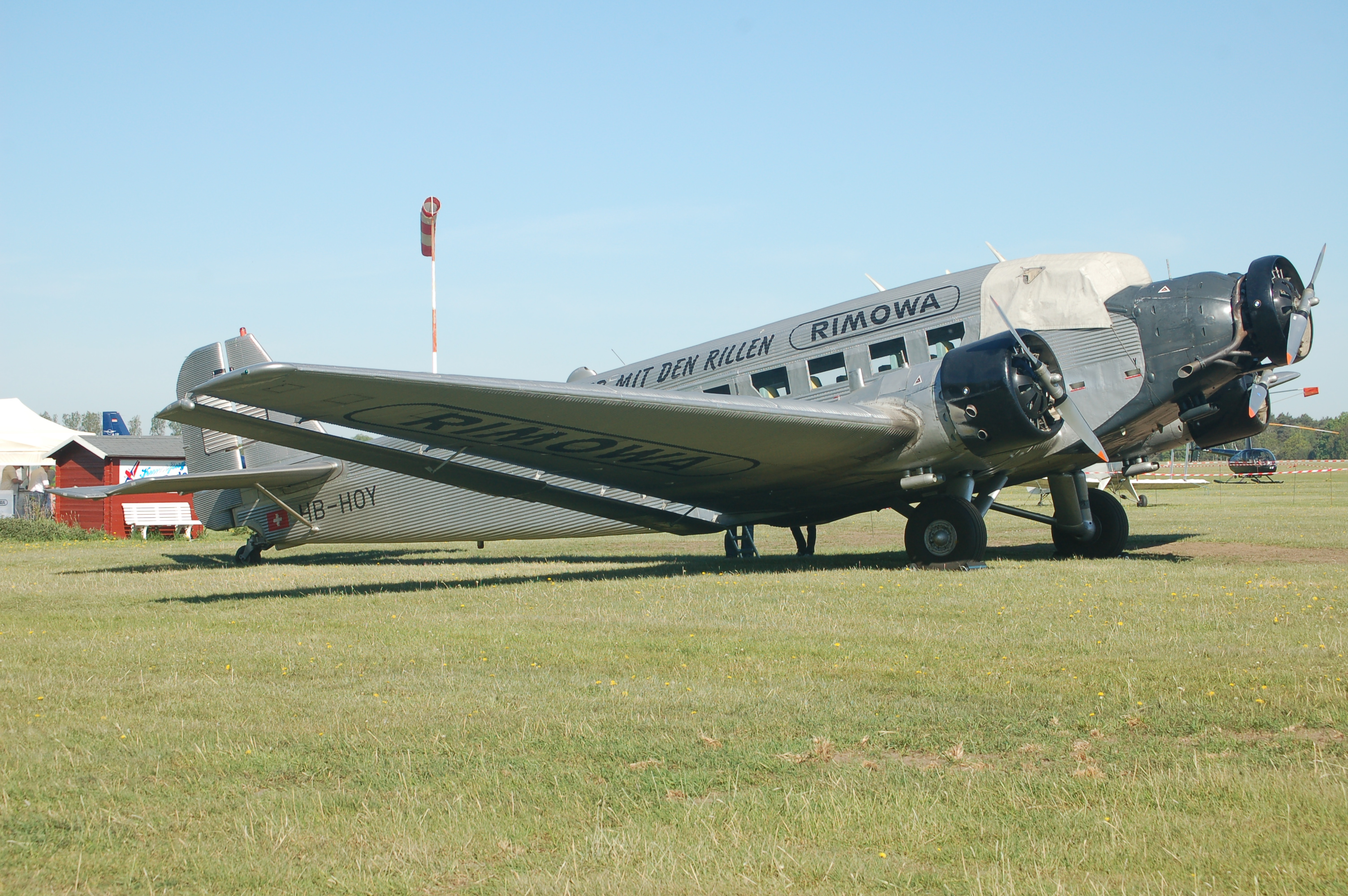
品牌在網上的廣告片

### 廠徽變革

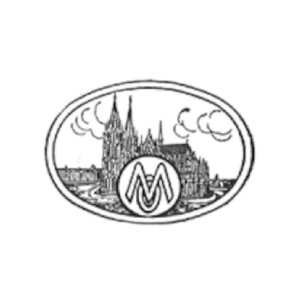
1898—1937
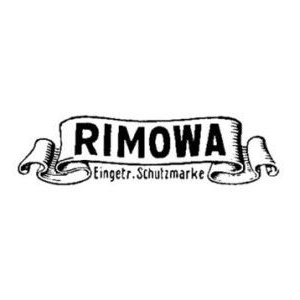
1937—1950
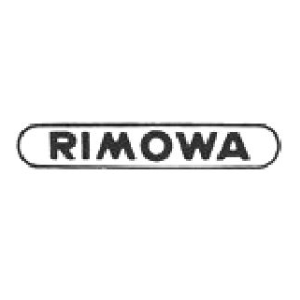
1950—1981
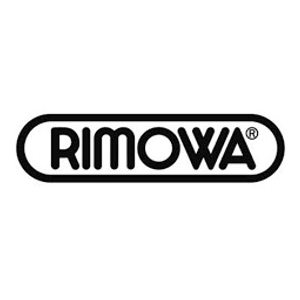
1981—2018
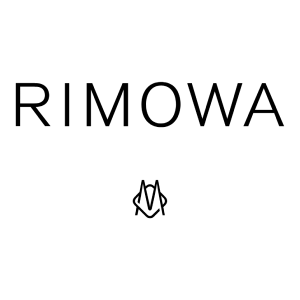
2018至今

## 外部連結
- Internetseite der Firma Rimowa （德文）
- BrandEins Artikel über Rimowa. „Das Geheimnis der Rillen“（德文）
- RIMOWA （页面存档备份，存于）
- RIMOWA的Facebook專頁
- RIMOWA的Instagram帳戶 （页面存档备份，存于）
- RIMOWA的X（前Twitter）
- RIMOWA的YouTube頻道 （页面存档备份，存于）